# Hàm Đan (huyện)
Hàm Đan (chữ Hán giản thể: 邯郸县, âm Hán Việt: Hàm Đan huyện) là một huyện thuộc địa cấp thị Hàm Đan, tỉnh Hà Bắc, Cộng hòa Nhân dân Trung Hoa. Huyện này có diện tích 522 ki-lô-mét vuông, dân số 380.000 người. Mã số bưu chính là 056100. Chính quyền huyện đóng ở thôn Đông Tiểu Đồn thuộc hương Nam Bảo. Về mặt hành chính, huyện này được chia thành 5 trấn, 6 hương. Tổng cộng có 258 thôn hành chính.
- Trấn: Hộ Thôn, Bắc Trương Trang, Thưởng Bích, Hà Sa Trấn, Hoàng Lương Mông.
- Hương: Tam Lăng, Đại Chiêu, Nam Lữ Cố, Nam Bảo, Kiêm Trang, Khang Trang.